# Циклобутен
Циклобутен —  является циклоалкеном (циклоолефином) с химической формулой (C4H6), при нормальных условиях бесцветный газ. Обладает высокой реакционной способностью благодаря своей напряженной четырехчленной кольцевой структуре. Он используется в химической промышленности в качестве реагента для синтеза большого количества органических веществ, а также в качестве мономера для синтеза некоторых полимеров.

## Получение
Циклобутен может быть получен путем элиминирования брома из 1,2-дибромциклобутана с помощью порошкообразного цинка:
Циклобутен также получается путем элиминирования по Гофману из гидроксида циклобутилтриметиламмония:
Кроме того, циклобутен также может быть получен, хотя и с низким выходом, путем фотохимической циклизации 1,3-бутадиена: 
Наконец, наилучший выход циклобутена — 99,2% — достигается с помощью современного метода синтеза, который начинается с изомеризации циклопропилкарбинола (циклопроп-CH 2 -OH) в циклобутанол при кипячении с концентрированной соляной кислотой.